# Jaeden Lieberher
Jaeden Wesley Lieberher (Filadèlfia, 4 de gener de 2003), més conegut com a Jaeden Lieberher, és un actor americà de cinema i televisió, conegut per interpretar a Bill Denbrough en la pel·lícula de terror del 2017 It i per protagonitzar les pel·lícules St. Vincent, com a Oliver Bronstein, Midnight Special, com a Alton Meyer, i The Confirmation, com a Anthony.

## Filmografia

### Pel·lícules
| Any  | Títol             | Paper            |
| ---- | ----------------- | ---------------- |
| 2013 | Grief             | The Child        |
| 2014 | St. Vincent       | Oliver Bronstein |
| 2014 | Playing It Cool   | 6 Year Old Me    |
| 2015 | Aloha             | Mitchell         |
| 2016 | Midnight Special  | Alton            |
| 2016 | The Confirmation  | Anthony          |
| 2017 | The Book of Henry | Henry Carpenter  |
| 2017 | It                | Bill Denbrough   |

### Televisió
| Any       | Títol          | Paper            | Notes      |
| --------- | -------------- | ---------------- | ---------- |
| 2015      | American Dad!  | Veus addicionals | 1 episodi  |
| 2015-2016 | Masters of Sex | Johnny Masters   | 7 episodis |

## Premis i nominacions
| Any  | Premi                                              | Categoria                             | Pel·lícula | Resultat  |
| ---- | -------------------------------------------------- | ------------------------------------- | ---------- | --------- |
| 2014 | Las Vegas Film Critics Society Awards              | Millor actor jove                     | St. Vicent | Guanyador |
| 2014 | Phoenix Film Critics Society Awards                | Millor actor jove en un rol de repart | St. Vicent | Guanyador |
| 2014 | Washington DC Area Film Critics Association Awards | Millor actor jove                     | St. Vicent | Nominat   |
| 2015 | Broadcast Film Critics Association Awards          | Millor actor jove                     | St. Vicent | Nominat   |
| 2015 | Online Film & Television Association               | Millor actor jove                     | St. Vicent | Nominat   |